# Zbigniew Bielak
Zbigniew Stefan Bielak (ur. 18 czerwca 1937, zm. 17 czerwca 2011) – polski architekt 

## Życiorys
Był absolwent Wydziału Architektury Politechniki Krakowskiej oraz członkiem Małopolskiej Okręgowej Izby Architektów RP i Narodowej Rady Kultury.
Laureat Nagrody Ministra Kultury i Sztuki za działalność architektoniczną i artystyczną, Nagrody Artystycznej Miasta Krakowa i nagród Witkiewiczowskich. Odznaczony Złotym Krzyżem Zasługi oraz Medalem 40-lecia Polski Ludowej. Uczestniczył w wystawach zbiorowych i indywidualnych w kraju i za granicą, m.in. w Niemczech, Szwecji, Francji, Stanach Zjednoczonych i Szwajcarii. 
Zmarł 17 czerwca 2011 roku. Został pochowany na przykościelnym cmentarzu w Wysocicach.